# Pearsonomys annectens
Pearsonomys annectens är ett däggdjur i familjen hamsterartade gnagare som förekommer i Sydamerika. Arten är ensam i släktet Pearsonomys.
Individerna når en kroppslängd (huvud och bål) av cirka 12 cm och en svanslängd av ungefär 8 cm. Vikten ligger vid 60 gram. Den korta och grova pälsen har en brun färg på ryggen, medan buken är gråaktig. Framtassarna är utrustade med långa klor för att gräva i marken. Arten skiljer sig även i detaljer av skallens och tändernas konstruktion från närbesläktade gnagare.
Pearsonomys annectens förekommer i centrala Chile vid Stilla havets kust. Habitatet utgörs av tropiska skogar, ofta med träd av sydbokssläktet (Nothofagus), och strandområden. Arten äter troligen främst ryggradslösa djur.